# Cheikh Sidi Bémol
Pour les articles homonymes, voir Bémol (homonymie).
Cheikh Sidi Bémol est un groupe de rock algérien, originaire de la banlieue parisienne, en France.

## Biographie
Cheikh Sidi Bémol est formé en 1992 par Hocine « Elho » Boukella, compositeur, musicien, dessinateur et caricaturiste, frère de Youcef Boukella (fondateur et compositeur de l'Orchestre national de Barbès). Son style a des inspirations très diverses et est en conséquence parfois désigné par le terme « Gourbi-rock ». Cheikh Sidi Bemol est un artiste qui a toujours milité pour l’abolition de la peine de mort en Algérie et dans le monde.
En 1998, le groupe sort Cheikh Sidi Bémol, son premier album auquel participent plusieurs grands artistes tels que Karim Ziad, Youcef Boukella et Michel Alibo. Ils sortent leur premier album live, en 2000, Live à Alger. Trois ans plus tard, en 2003, El Bandi, album-phare du groupe, avec la participation de Michel Petry et Kamel Tenfiche (de l'Orchestre National de Barbès). Gourbi Rock suit en 2007 ; les paroles sont écrites en collaboration avec Sid Ahmed Semiane (alias SAS), chroniqueur du journal algérien Le Matin. 
En 2010 sort Paris Alger Bouzeguène, un mélange de musiques de styles berbères et celtes dont le titre Boudjeghlellou, en duo avec Karim Abranis, reste deux mois premier au top 50 Kabyle. Le 10 octobre 2015, Hocine Boukella est désigné « Ambassadeur d’Amnesty International Algérie contre la peine de mort. »
En 2017, ils sortent l'album L’Odyssée de Fulay, issu du conte musical du même nom créé au Théâtre Antoine Vitez sous la direction de Kên Higelin à la mise en scène. Les premières représentations y auront lieu en avril de la même année, puis une tournée des Instituts Français d'Algérie avec des représentations au théâtre de Constantine, au début de 2018 et également à Alger, Tlemcen et Annaba[réf. souhaitée].
En 2020 malgré la pandémie de Covid19 l'album rock Chouf ! sort en août. L'album est enregistré à l'automne 2019 en live du côté de Bath en Angleterre, aux Studios Real World, sous la direction artistique de Justin Adams et Tim Oliver, directeur technique au son, mixage et mastering.

## Style musical
Le style musical de Cheikh Sidi Bémol s'inspire à la fois du rock, du blues mais aussi de ballades de styles celtiques et de musiques traditionnelles algériennes : musique berbère, chaâbi, gnawa, melhoun. Ses textes, en arabe, kabyle ou français sont souvent ironiques et même sarcastiques.

## Membres

### Membres actuels
- Hocine Boukella - guitare, chant
- Éric Rakotoarivony - basse
- Damien Fleau - saxophone
- Abdenour Djemai - banjo / guitare
- Maamnoun Dehane - batterie

### Anciens membres (ou guest)
- Hichem Takaoute
- Khliff Miziallaoua - guitare
- Hervé Le Bouché - batterie
- Clement Janinet - violon
- David Aubaile - piano / flutes
- Amar Chaoui - percussions
- Amazigh Kateb
- Youcef Boukella
- Michel Alibo
- Karim Ziad
- Emmanuel Le Houezec
- Amar Mohali
- Mourad Rahali

## Discographie

### Albums studio
- 1998 : Cheikh Sidi Bémol
- 2003 : El Bandi
- 2007 : Gourbi Rock
- 2008 : Izlan Ibahriyen Chants des Marins Kabyles Vol.1
- 2010 : Paris Alger Bouzeguène
- 2013 : Izlan Ibahriyen Chants des Marins Kabyles Vol.2
- 2014 : Âfya
- 2017 : L’Odyssée de Fulay
- 2020 : Chouf!

### Album live
- 2000 : Live à Alger

### Collaborations
- Musique du film Mascarades.
- Musique du film Essaha, première comédie musicale algérienne[réf. nécessaire]